# Dobrepolje
 Dobrepolje  est une commune située dans la région de la Basse-Carniole en Slovénie.

## Géographie
La commune est localisée à environ 25 km au sud-est de la capitale Ljubljana. La région est assez vallonnée et fait d’ailleurs partie de la partie septentrionale des Alpes dinariques.

## Démographie
Entre 1999 et 2021, la population de la commune est restée relativement faible avec une population proche de 4 000 habitants,.
Évolution démographique
| 1999  | 2000  | 2001  | 2002  | 2003  | 2004  | 2005  | 2006  | 2007  |
| ----- | ----- | ----- | ----- | ----- | ----- | ----- | ----- | ----- |
| 3 514 | 3 530 | 3 546 | 3 559 | 3 599 | 3 651 | 3 674 | 3 693 | 3 727 |
| 2008  | 2009  | 2010  | 2011  | 2012  | 2013  | 2014  | 2015  | 2016  |
| 3 711 | 3 824 | 3 861 | 3 884 | 3 933 | 3 938 | 3 954 | 3 936 | 3 898 |
| 2017  | 2018  | 2019  | 2020  | 2021  |       |       |       |       |
| 3 870 | 3 881 | 3 856 | 3 878 | 3 882 |       |       |       |       |